# Aituha
Aituha ist ein osttimoresischer Suco im Verwaltungsamt Alas (Gemeinde Manufahi).

## Geographie
Vor der Gebietsreform 2015 hatte Aituha eine Fläche von 18,95 km². Nun sind es 18,85 km². Der Suco liegt im Norden des Verwaltungsamts Alas. Südlich befindet sich der Suco Taitudac und östlich der Suco Dotik. Im Norden und Westen grenzt Aituha an das Verwaltungsamt Fatuberlio mit seinen Sucos Fahinehan und Bubussuso. Entlang der Nordostgrenze zu Dotik fließt der Südliche Lacló, in den auch der Marak, der südliche Grenzfluss zu Taitudac mündet.
Im Süden von Aituha befinden sich nahe dem Marak die beiden Dörfer Leo Dato (Leodato) und Rai Ouesa (Rai Kesa, Reiquesa, Raiguesa). Hier befindet sich auch die Grundschule des Sucos, die Escola primaria Aituha. Größere Straßen, die den Suco mit der Außenwelt verbinden, fehlen. So mussten für die Parlamentswahlen in Osttimor 2007 die Wahlurnen zum Wahllokal in der Grundschule mit einem Hubschrauber hingebracht und wieder abgeholt werden.
Im Suco befinden sich die zwei Aldeias Leo dato und Rai Quesa.

## Einwohner
In Aituha leben 744 Einwohner (2022), davon sind 394 Männer und 350 Frauen. Im Suco gibt es 134 Haushalte. Über 85 % der Einwohner geben Lakalei als ihre Muttersprache an. 12 % sprechen Tetum Terik, 2 % Tetum Prasa.

## Geschichte
Nach einem Angriff der FALINTIL auf das Subdistrikt-Hauptquartier (Koramil) der indonesischen Streitkräfte am 9. November 1998 begannen die Indonesier mit einer großflächigen Vergeltungsaktion, bei der auch in Aituha Häuser von mutmaßlichen Unabhängigkeitsaktivisten niedergebrannt wurden.

## Politik
Bei den Wahlen von 2004/2005 wurde Amandio da Silva zum Chefe de Suco gewählt. Bei den Wahlen 2009 gewann António Mendonça Paecheco und 2016 Alçino da Costa.